# Lębork Dretowo
Lębork Dretowo – ładownia publiczna w Lęborku, w województwie pomorskim, w Polsce. Podczas modernizacji w 2013 zlikwidowano nieczynne perony.